# Hôtel d'Amboise
L'hôtel d'Amboise ne doit pas être confondu avec le château royal de la ville d'Amboise (Indre-et-Loire).
L’hôtel d’Amboise est un hôtel particulier situé sur le promontoire du château de Blois, dans le département français du Loir-et-Cher (région Centre-Val de Loire).
Construit au début du XVIe siècle pour le cardinal d'Amboise alors qu'il était le principal conseiller du roi Louis XII, l'édifice a été reconstruit à l'identique après avoir été détruit pour protéger le château d'un incendie causé par les bombardements allemands, au début de la Seconde Guerre mondiale.

## Historique
L'hôtel d'Amboise a été édifié au début du XVIe siècle sous le règne de Louis XII (1498–1515), à quelques mètres de l'entrée du château de Blois. L'édifice a en effet été construit pour être la résidence du cardinal Georges d'Amboise au plus proche de la Cour, alors qu'il est le principal ministre de Louis XII, établi à Blois.
Jusqu'en 1588, la résidence ne faisait qu'une avec l'hôtel d'Épernon.
L'édifice a subi une restauration majeure entre 1890 et 1938, dirigée par l'architecte blésois Arsène Lafargue.
En juin 1940, lors du bombardement de la ville basse, l'hôtel d'Amboise a été dynamité sur ordre du docteur Lesueur (alors conservateur du musée municipal) afin d'éviter les incendies menaçant le château. L'édifice d'origine a ainsi été réduit en ruines, tout comme les autres bâtiments du côté sud de la place du Château. Dans le cadre du plan de reconstruction de la ville de Blois, il a été décidé, après un débat animé, de reconstruire uniquement les hôtels d'Amboise et d'Épernon au sud de la place.
Le plan de reconstruction, supervisé par Charles Dorian, a prévu de déplacer légèrement la façade de l'hôtel d'Amboise pour élargir le passage menant aux Petits degrés du Château. Il a également recommandé que l'hôtel d'Amboise soit reconstruit dans son état originel (cas unique à Blois).
La reconstruction de l'hôtel d'Amboise a eu lieu peu après la Libération, bien que l'architecte en charge et la date exacte des travaux n'aient pas été documentés. En 1950, l'hôtel d'Amboise semblait être reconstruit. Cette restauration a visé à restituer la volumétrie, le rythme et les matériaux de la façade, bien que certains éléments architecturaux aient été simplifiés par rapport à leur aspect d'avant-guerre.

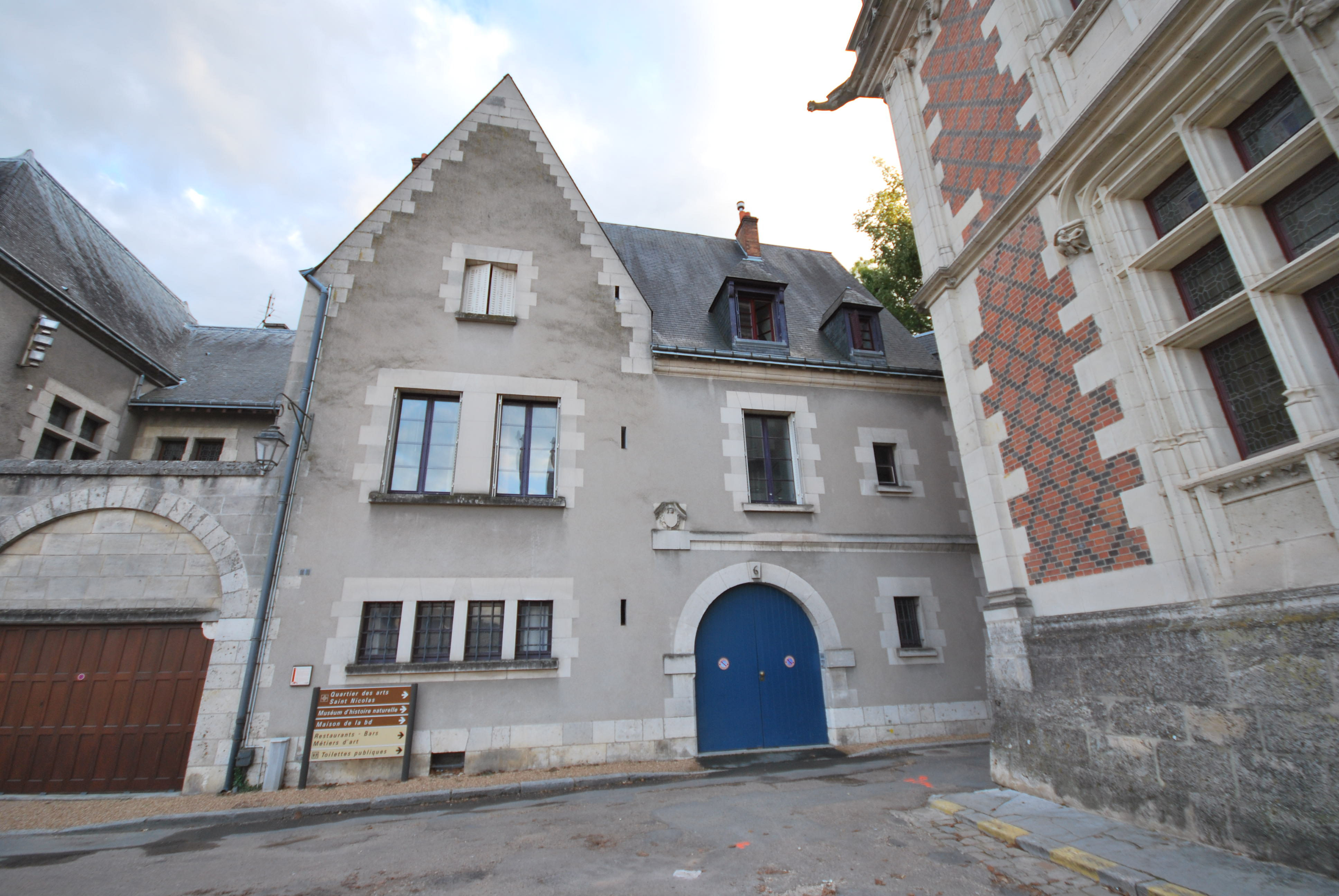
L'hôtel d'Amboise tel que de nos jours.

L'édifice a été inscrit en 1938 sur la liste des monuments historiques.